# BrahMos-II
BrahMos-II ou BrahMos-2 ou BrahMos Mark II é um míssil hipersônico propelido por scramjet atualmente em desenvolvimento conjunto pela Organização de Pesquisa e Desenvolvimento de Defesa da Índia e pela NPO Mashinostroyenia da Rússia, que juntas formaram a BrahMos Aerospace Private Limited.  Espera-se que o BrahMos-II tenha um alcance de 1.500 quilômetros (810 milhas náuticas) e uma velocidade de Mach 8. Durante o estágio de cruzeiro do voo, o míssil será impulsionado por um motor a jato scramjet.